# 캐런 오
캐런 오 (Karen O, 본명 Karen Lee Orzolek (캐런 리 오졸렉), 1978년 11월 22일 ~ )는 뉴욕주 출신의 록그룹 예 예 예스의 리드 보컬이다.

## 젊은 시절
폴란드계 미국인 아버지와 한국인 어머니 사이에서 서울에서 태어났고 뉴저지주에서 자랐다.

## 경력
공연에서 볼 수 있는 그녀의 인상적인 의상은 그녀의 친구 크리스천 조이(Christian Joy)의 작품이다.
2005년 유니세프의 자선활동을 위한 노래 〈Do They Know It's Hallowe'en?〉에 참여하였다. 아디다스의 광고를 위해 DJ Squeak E. Clean와 함께 〈Hello Tomorrow〉를 불렀다.
2006년 캐런 오는 일렉트로닉 아티스트 피치스, 영화배우 조니 녹스빌과 함께 영화 《잭애스 2》에 <Backass>에 참여하였다.
2006년 12월 10일 그녀가 티브이 온 더 라디오의 Dave Sitek에게 선물로 주기 위해 홈 레코딩한 앨범 《KO at Home》이 비트토렌트를 통해 유포되었다. 유출 후 캐런 오는 이 상황에 대해 'Shit Happens'이라 반응했다.